# Iván Valenciano
Iván René Valenciano Pérez (ur. 18 marca 1972 w Barranquilli), piłkarz kolumbijski grający na pozycji napastnika. Nosi przydomek „El Gordito de Oro” (Złoty Gruby Człowiek).

## Kariera klubowa
Valenciano pochodzi z miasta Barranquilla. Jest wychowankiem tamtejszego klubu Atlético Junior, w barwach którego zadebiutował już w 1988 w Copa Mustang (miał wówczas 16 lat). Do pierwszego składu przebił się w 1990 roku i jako 18-latek robił furorę w lidze. Zdobył 9 goli, ale był to dopiero zwiastun dalszej skuteczności Ivana. W 1991 roku 19-letni Valenciano uzyskał aż 30 goli w lidze dla Atletico i tym samym został królem strzelców ligi. Dobra gra i wysoka skuteczność spowodowała, iż latem 1992 roku Valenciano trafił do Europy. Został zawodnikiem włoskiej Atalanty BC. Tam jednak nie potrafił przebić się do pierwszego składu i zagrał jedynie w 5 meczach Serie A i po roku wrócił do Barranquilli. W Kolumbii odzyskał skuteczność i w 1993 roku jego 18 goli znacznie przyczyniło się w zdobyciu mistrzostwa kraju przez Atletico Junior. Sukces ten klub powtórzył w 1995 roku, a Ivan po raz drugi w karierze został królem strzelców ligi, tym razem strzelając 24 bramki. W 1996 znów był najlepszym strzelcem ligi z 36 golami na koncie.
Zimą 1997 Ivan wyjechał do Meksyku, gdzie najpierw przez pół sezonu grał w CD Veracruz (6 goli w lidze), a następnie przez kolejne półtora w Monarcas Morelia (5 goli w sezonie 1997/1998 i 4 w sezonie 1998/1999).
W 1999 roku Valenciano wrócił do ojczyzny. Poł sezonu spędził w macierzystym Atletico Junior, ale szybko przeniósł się do Independiente Medellin. Tam znów popisał się wysoką skutecznością, gdy zdobył 24 gole w lidze, strzeleckim dorobkiem ustępując jedynie Sergio Galvánowi Reyowi (26 bramek). W 2000 roku Valenciano dość niespodziewanie przeszedł do słabszego zespołu, Atletico Bucaramanga. Od tego czasu niemal co roku zmieniał klub. Najpierw trafił do Deportivo Cali, a następnie do brazylijskiej Gamy. W 2002 roku był piłkarzem Realu Cartagena, który jednak spadł do Primera B Colombiana. W 2003 roku Valenciano trafił do Quindio Armenia, w którym spędził półtora sezonu. Jeszcze w tym samym roku na rundę trafił do ekwadorskiego Olmedo Riobamba. W 2005 roku Valenciano grał w stołecznym Millonarios FC, z którym zakończył sezon na 14. miejscu. W 2006 roku po raz kolejny został zawodnikiem Atletico Junior Barranquilla. W tamtym roku grał też ponownie w Olmedo, a karierę kończył w 2007 roku w Centauros Villavicencio.
| Sezon   | Klub                    | Kraj     | Rozgrywki                        | Mecze | Bramki |
| ------- | ----------------------- | -------- | -------------------------------- | ----- | ------ |
| 1988    | Atlético Junior         | Kolumbia | Copa Mustang                     | ?     | ?      |
| 1989    | Atlético Junior         | Kolumbia | Copa Mustang                     | ?     | ?      |
| 1990    | Atlético Junior         | Kolumbia | Copa Mustang                     | 39    | 8      |
| 1991    | Atlético Junior         | Kolumbia | Copa Mustang                     | 47    | 30     |
| 1992    | Atlético Junior         | Kolumbia | Copa Mustang                     | 10    | 6      |
| 1992/93 | Atalanta BC             | Włochy   | Serie A                          | 5     | 0      |
| 1993    | Atlético Junior         | Kolumbia | Copa Mustang                     | 17    | 18     |
| 1994    | Atlético Junior         | Kolumbia | Copa Mustang                     | 21    | 15     |
| 1995    | Atlético Junior         | Kolumbia | Copa Mustang                     | 26    | 24     |
| 1995/96 | Atlético Junior         | Kolumbia | Copa Mustang                     | 36    | 36     |
| 1996/97 | CD Veracruz             | Meksyk   | Primera División de México       | 10    | 6      |
| 1997/98 | Monarcas Morelia        | Meksyk   | Primera División de México       | 15    | 5      |
| 1998/99 | Monarcas Morelia        | Meksyk   | Primera División de México       | 15    | 4      |
| 1999    | Atlético Junior         | Kolumbia | Copa Mustang                     | 10    | 6      |
| 1999    | Independiente Medellín  | Kolumbia | Copa Mustang                     | 38    | 24     |
| 2000    | Atlético Bucaramanga    | Kolumbia | Copa Mustang                     | ?     | ?      |
| 2001    | Deportivo Cali          | Kolumbia | Copa Mustang                     | 13    | 5      |
| 2001    | SE Gama                 | Brazylia | Campeonato Brasileiro            | 4     | 0      |
| 2002    | Real Cartagena          | Kolumbia | Copa Mustang                     | ?     | 2      |
| 2003    | Quindio Armenia         | Kolumbia | Copa Mustang                     | 17    | 5      |
| 2004    | Quindio Armenia         | Kolumbia | Copa Mustang                     | 14    | 4      |
| 2004    | Olmedo Riobamba         | Ekwador  | Campeonato Ecuatoriano de Fútbol | 17    | 3      |
| 2005    | Millonarios FC          | Kolumbia | Copa Mustang                     | 8     | 1      |
| 2006    | Atlético Junior         | Kolumbia | Copa Mustang                     | 6     | 1      |
| 2006    | Olmedo Riobamba         | Ekwador  | Campeonato Ecuatoriano de Fútbol | 11    | 1      |
| 2007    | Centauros Villavicencio | Kolumbia | Copa Mustang                     | 13    | 5      |

## Kariera reprezentacyjna
W 1992 roku Valenciano był członkiem olimpijskiej reprezentacji Kolumbii na Igrzyska Olimpijskie w Barcelonie. Był tam podstawowym zawodnikiem, jednak nie pomógł zespołowi w wyjściu z grupy.
W pierwszej reprezentacji Kolumbii Valenciano zadebiutował jeszcze w 1991 roku, 15 lipca podczas turnieju Copa América 1991, w przegranym 0:1 meczu z Urugwajem. Kolumbia zajęła wówczas 4. miejsce w tym turnieju.
W 1994 roku został powołany przez selekcjonera Francisco Maturanę na Mistrzostwa Świata w USA. Tam zagrał w jednym meczu – w 46. minucie meczu z USA wszedł na boisko za Faustino Asprillę, ale nie potrafił zapobiec porażce 1:2, po której Kolumbia odpadła z turnieju.
W reprezentacji Valenciano grał do 2001 roku i przez ten okres rozegrał łącznie 29 meczów i zdobył 13 goli.

## Sukcesy
- Mistrzostwo Kolumbii: 1993, 1995 z Atletico Junior
- Król strzelców Copa Mustang: 1991 (30 goli), 1995 (24 gole), 1996 (36 goli)
- Udział w MŚ: 1994